# Maria Alberta Menéres
Maria Alberta Rovisco Garcia Menéres  (Vila Nova de Gaia, Mafamude, 25 de agosto de 1930 — Lisboa, 15 de abril de 2019) foi uma escritora e poetisa portuguesa.

## Biografia
Faculdade de Letras da Universidade de Lisboa, teve um bom percurso escolar. Escreveu o primeiro livro em 1952, com o título Intervalo. Em 1960, Água-Memória, valia-lhe o prémio do Concurso Internacional de Poesia Giacomo Leopardi.
De 1965 a 1973 foi professora nos Ensinos Técnicos, Preparatório e Secundário, tendo lecionado Língua Portuguesa e História. Colaborou com vários jornais e revistas literárias — "Diário de Notícias", "Távola Redonda", "Cadernos do Meio Dia" e "Diário Popular", onde coordenou a secção de iniciação à literatura.
De 1974 a 1986, dirigiu o Departamento de Programas Infantis e Juvenis da Rádio e Televisão de Portugal e, em paralelo, organizou a "Antologia da Novíssima Poesia Portuguesa", com E. M. de Melo e Castro, seu marido.
Entre 1990 e 1993 dirigiu a revista Pais. Entretanto, na Provedoria da Justiça, foi-lhe dada a responsabilidade Provedora de Justiça de Crianças.
A sua obra infanto-juvenil inclui poesia, contos, Banda desenhada, teatro, novelas, cómicos e a adaptação de clássicos da literatura. Em 1986 recebeu o Grande Prémio Calouste Gulbenkian de Literatura para Crianças e Jovens, pelo conjunto da sua obra literária.
A 8 de junho de 2010 foi agraciada com o grau de Comendadora da Ordem do Mérito.
Morreu a 15 de abril de 2019, na sua residência, em Lisboa.

## Obras
- O almoço
- Quotidiana, 1943
- Intervalo, 1952
- Cântico de Barro, 1954
- A Palavra Imperceptível, 1955
- Oração de Páscoa, 1958
- Água - Memória, 1960
- A Pegada do Yeti, 1962
- Os Mosquitos de Suburna, 1967
- Conversas em Versos, 1968
- Figuras, Figuronas, 1969
- O poema disse ao poema, 1974
- O Robot Sensível, 1978
- Antologia da Novíssima Poesia Portuguesa, 1982
- Semana sim, semana não, semana pumbas, 1998

### Infanto-juvenil
- Clarinete, 1930
- Ulisses, 1970
- A Pedra Azul da Imaginação, 1975
- A Chave Verde ou os Meus Irmãos, 1977
- Semana Sim, Semana Sim, 1979
- O Que É Que aconteceu na Terra dos Procópios, 1980
- Um Peixe no Ar, 1980
- Pedro Filipe, o menino trapalhão, 1984
- Dez Dedos Dez Segredos, 1985
- O retrato "em escadinha", 1985
- Vitinho conta... a história dos cereais, 1988
- Quem faz hoje anos, 1988
- Um Camaleão na gaveta, 1988
- Sigam a Borboleta, 1996
- 100 Histórias de Todos os Tempos, Edições Asa 2003
- Passinhos de Mariana, 2004
- Camões, o Super Herói da Língua Portuguesa, 2010
- À Beira do Lago dos Encantos, 2016

#### Coleção “1001 Detectives”
Em co-autoria com Natércia Rocha e Carlos Correia, criou e escreveu:
1. O Mistério do Falcão Azul, Juvenil (1987). Reedição em 1989.
2. O Mistério do Carburador Salgado, Juvenil (1987). Edição em 1989.
3. O Mistério das Bonecas Holandesas , Juvenil (1988). Reedição em 1990.
4. O Mistério do Nevão Assombrado , Juvenil (1989).
5. O Mistério da Carruagem 13 , Juvenil (1989).
6. O Mistério da Marioneta Assassina , Juvenil (1989).
7. O Mistério das Portas Mal Fechadas , Juvenil (1990).
8. O Mistério do Bota d'Ouro , Juvenil (1990).
9. O Mistério do Motorista Chinês , Juvenil (1990).
10. O Mistério do Poço da Morte , Juvenil (1987). Reedição em 1989.
11. O Mistério do Crime Mais que Perfeito , Juvenil (1990).
12. O Mistério do Passageiro de Peúgas Amarelas , Juvenil (1991).
13. O Mistério das Motas Sepultadas, Lisboa, Caminho, 1992;
14. O Mistério das Galinhas Espavoridas, Lisboa, Caminho, 1.a ed. (1991) e 3.a ed.
15. O Mistério da Ruiva Ifigénia, Lisboa, Caminho (1992)
16. O Mistério dos Cheques Carecas, Lisboa, Caminho (1993).